# Yasa
Yasa (auch Bongwe, Lyaasa, Maasa und Yassa) ist eine Bantusprache und wird von circa 2400 Menschen in Kamerun, Äquatorialguinea und Gabun gesprochen.
Sie ist mit circa 1490 Sprechern in Kamerun im Département Océan in der Region Sud, mit circa 910 Sprechern in Äquatorialguinea in der Region Litoral und vereinzelt in Gabun verbreitet.

## Klassifikation
Yasa Ngumbi ist eine Nordwest-Bantusprache und gehört neben der Sprache Ngumbi zur Yasa-Gruppe innerhalb der Bube-Benga-Gruppe, die als Guthrie-Zone A30 klassifiziert wird.
Sie hat die Dialekte Iyasa, Bweko, Vendo, Bodele, Marry, One, Asonga, Bomui, Mogana, Mooma und Mapanga.

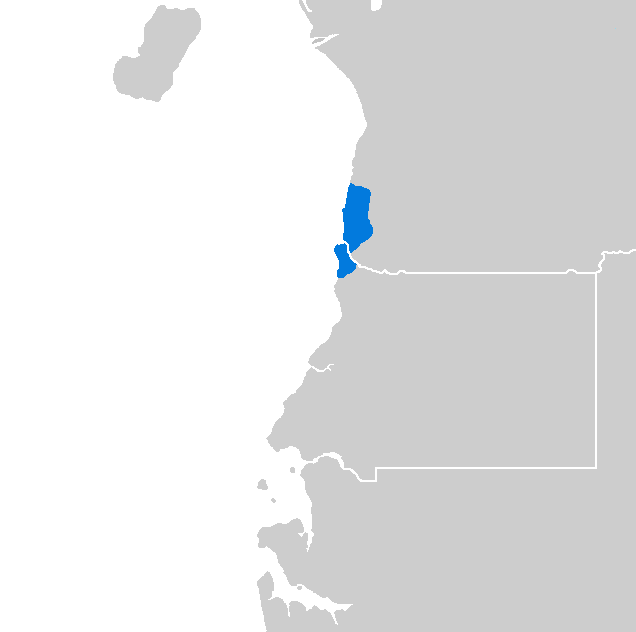
Sprachraum von Yasa